# Gran Premio de Morbihan
El Gran Premio de Morbihan (oficialmente: Grand Prix de Morbihan) es una carrera ciclista profesional francesa de un día, que se disputa en Plumelec, en el departamento de Morbihan (Bretaña) y sus alrededores,  a finales del mes de mayo o inicios del mes de junio. Forma parte de un evento más amplio en el que disputan varias carreras, incluyendo una cicloturista y desde 2011 cuenta con una versión femenina denominada como Grand Prix de Plumelec-Morbihan Dames.
La masculina se disputa ininterrumpidamente desde 1974, a excepción de los años 1979 y 2005 cuando no se celebró por problemas presupuestarios. Desde la creación de los Circuitos Continentales UCI en 2005 hasta 2019 partió del UCI Europe Tour, dentro de la categoría 1.1, pasando en 2021 a formar parte del UCI ProSeries. La carrera también es puntuable para la Copa de Francia de Ciclismo.
La prueba ha tenido las siguientes denominaciones oficiales:
- Grand Prix de Plumelec (desde 1974 hasta 1988)
- À travers le Morbihan (desde 1990 hasta 2004)
- Grand Prix de Plumelec-Morbihan (desde 2006 hasta 2019)
- Grand Prix de Morbihan (desde 2021)

En 2015 se creó La Classique Morbihan, carrera de similares características, primero de categoría 1.2 y desde 2016 de categoría 1.1, que se disputa un día antes y sirve como comienzo al evento.

## Palmarés
| Año                                                       | Ganador                 | Segundo                 | Tercero                    |           |
| --------------------------------------------------------- | ----------------------- | ----------------------- | -------------------------- | --------- |
| Grand Prix de Plumelec                                    |                         |                         |                            |           |
| 1974                                                      | Roger Pingeon           | Georges Talbourdet      | Patrick Béon               |           |
| 1975                                                      | Georges Talbourdet      | Jean-Claude Meunier     | Guy Leleu                  |           |
| 1976                                                      | Robert Alban            | Raymond Martin          | Roland Smet                |           |
| 1977                                                      | André Chalmel           | Jacques Bossis          | André Corbeau              |           |
| 1978                                                      | Raymond Martin          | Pierre Bazzo            | Régis Delépine             |           |
| 1979 edición no realizada                                 |                         |                         |                            |           |
| 1979                                                      | cancelada               | cancelada               | cancelada                  | cancelada |
| 1980                                                      | Christian Muselet       | René Bittinger          | Jean-Philippe Vandenbrande |           |
| 1981                                                      | Robert Alban            | Christian Levavasseur   | Pierre Le Bigaut           |           |
| 1982                                                      | Fabien De Vooght        | Gilbert Duclos-Lassalle | Robert Alban               |           |
| 1983                                                      | Laurent Fignon          | Christian Corre         | Alain Vigneron             |           |
| 1984                                                      | Pierre Bazzo            | Patrick Bonnet          | Jérôme Simon               |           |
| 1985                                                      | Marc Madiot             | Denis Roux              | Yvon Madiot                |           |
| 1986                                                      | Gilbert Duclos-Lassalle | Rudy Rogiers            | Thierry Barrault           |           |
| 1987                                                      | Johnny Weltz            | Laurent Biondi          | Bernard Vallet             |           |
| A travers le Morbihan                                     |                         |                         |                            |           |
| 1988                                                      | Frédéric Brun           | Gérard Rué              | Thierry Claveyrolat        |           |
| 1989                                                      | cancelada               | cancelada               | cancelada                  | cancelada |
| 1990                                                      | Johan Museeuw           | Etienne De Wilde        | Hendrik Redant             |           |
| 1991                                                      | Bruno Cornillet         | Peter de Clercq         | Søren Lilholt              |           |
| 1992                                                      | Peter de Clercq         | Marcel Wüst             | Franck Boucanville         |           |
| 1993                                                      | Marcel Wüst             | Jans Koerts             | Jaan Kirsipuu              |           |
| 1994                                                      | Peter de Clercq         | François Simon          | Ronan Pensec               |           |
| 1995                                                      | Francis Moreau          | Jaan Kirsipuu           | Christophe Leroscouet      |           |
| 1996                                                      | Johan Capiot            | Jaan Kirsipuu           | Niko Eeckhout              |           |
| 1997                                                      | Christophe Agnolutto    | Jacky Durand            | Xavier Jan                 |           |
| 1998                                                      | Laurent Desbiens        | Cyril Saugrain          | Dominique Rault            |           |
| 1999                                                      | Patrice Halgand         | Laurent Desbiens        | Johan De Geyter            |           |
| 2000                                                      | Patrice Halgand         | Serguéi Yákovlev        | Dave Bruylandts            |           |
| 2001                                                      | Gilles Maignan          | Stuart O'Grady          | Rubén Díaz de Cerio        |           |
| 2002                                                      | Laurent Lefèvre         | Nicolas Vogondy         | Stéphane Heulot            |           |
| 2005 edición no realizada Grand Prix de Plumelec-Morbihan |                         |                         |                            |           |
| 2003                                                      | Nicolas Vogondy         | Sylvain Chavanel        | Andy Flickinger            |           |
| 2004                                                      | Thomas Voeckler         | Laurent Paumier         | Pierrick Fédrigo           |           |
| 2005                                                      | cancelada               | cancelada               | cancelada                  | cancelada |
| 2006                                                      | Cédric Hervé            | Anthony Charteau        | Samuel Dumoulin            |           |
| 2007                                                      | Simon Gerrans           | Yann Huguet             | David Le Lay               |           |
| 2008                                                      | Thomas Voeckler         | Cyril Gautier           | Gianni Meersman            |           |
| 2009                                                      | Jérémie Galland         | Mickaël Larpe           | Blel Kadri                 |           |
| 2010                                                      | Wesley Sulzberger       | Renaud Dion             | Stéphane Augé              |           |
| 2011                                                      | Sylvain Georges         | Pierrick Fédrigo        | Jérémie Galland            |           |
| 2012                                                      | Julien Simon            | Samuel Dumoulin         | Javier Mejías              |           |
| 2013                                                      | Samuel Dumoulin         | Anthony Geslin          | Julien Simon               |           |
| 2014                                                      | Julien Simon            | Luis Ángel Maté         | Armindo Fonseca            |           |
| 2015                                                      | Alexis Vuillermoz       | Julien Simon            | Pierrick Fédrigo           |           |
| 2016                                                      | Samuel Dumoulin         | Alexis Vuillermoz       | Arthur Vichot              |           |
| 2020 edición no realizada Grand Prix de Morbihan          |                         |                         |                            |           |
| 2017                                                      | Alexis Vuillermoz       | Jonathan Hivert         | Samuel Dumoulin            |           |
| 2018                                                      | Andrea Pasqualon        | Julien Simon            | Samuel Dumoulin            |           |
| 2019                                                      | Benoît Cosnefroy        | Jesús Herrada           | Odd Christian Eiking       |           |
| 2020                                                      | cancelada               | cancelada               | cancelada                  | cancelada |
| 2021                                                      | Arne Marit              | Bryan Coquard           | Elia Viviani               |           |
| 2022                                                      | Julien Simon            | Alexander Kristoff      | Jake Stewart               |           |
| 2023                                                      | Arnaud De Lie           | Romain Grégoire         | Rasmus Tiller              |           |
| 2024                                                      | Benoît Cosnefroy        | Axel Zingle             | Arnaud De Lie              |           |
| 2025                                                      | Benoît Cosnefroy        | Kévin Vauquelin         | Clément Venturini          |           |

## Palmarés por países
| País      | Victorias |
| --------- | --------- |
| Francia   | 35        |
| Bélgica   | 6         |
| Australia | 2         |
| Dinamarca | 1         |
| Alemania  | 1         |
| Italia    | 1         |